# Siphona setosa
Siphona setosa là một loài ruồi trong họ Tachinidae.